# Bird Pink in Crisis
Exciting Heroine Bird Fighter - Bird Pink in Crisis (エキサイティングヒロイン　バードファイター　バードピンク絶対絶命ver) es una película japonesa, del 13 de marzo de 2009, producida por Zen Pictures. Es una película del género tokusatsu, de acción y aventuras, con artes marciales, protagonizado por Anri Suma como la heroína Bird Soldier Pink. Está dirigido por Toru Kikkawa.
El idioma es en japonés, pero también está disponible con subtítulos en inglés, en DVD o descargable por internet.

## Argumento
Birth Pink, es una de las cinco luchadoras que componen el cuerpo de élite Bird Soldier. El malvado Gangaler trata de conquistar el mundo, pero Birth Pink se lo tratará de impedir con la ayuda de otra de las componentes de Bird Sodier. La Bird Blue, que es la más joven del equipo. Mientras Bird Pink lucha contra uno de los monstruos de Gangaler, pierde una bota de su traje espacial, haciéndola vulnerable para ser infectada con el veneno del monstruo. Mientras, Bird Blue que lucha en otro sitio, es capturada por Gangaler.

## Películas de las heroínas Bird Soldier
- Bird Soldier -DARK CLOUD- (2006)
- Bird Soldier -BRIGHT SKY- (2006)
- Bird Soldier 2nd Stage - Rising - (2007)
- Bird Soldier 2nd Stage - Sunset - (2007)
- Super Heroine Violence - Science Team Bird Soldier White (2008)
- Exciting Heroine Bird Fighter - Bird Pink in Crisis (2009)